# Chrysorithrum flavomaculata
Chrysorithrum flavomaculata ist ein Schmetterling (Nachtfalter) aus der Familie der Eulenfalter (Noctuidae). Das Artepitheton basiert auf den lateinischen Wortelementen flavo und macula mit den Bedeutungen „gelb“ bzw. „Fleck“ und bezieht sich auf die Zeichnung der Hinterflügeloberseite.

## Merkmale

### Falter
Die Flügelspannweite der Falter beträgt 50 bis 56 Millimeter. Ihre Vorderflügeloberseite zeigt silbrig bestäubte Brauntöne. Sowohl die Basal- als auch die Diskalregion sind schwarzbraun gefärbt und von stark gezackten Querlinien begrenzt. Der Apex ist ebenfalls schwarzbraun. Die dunkle Nierenmakel hebt sich nur undeutlich ab. Die Hinterflügeloberseite hat eine gelbe Farbe, ein breites schwarzes Saumband, ein ebenfalls schwarzes, gerades Mittelband sowie ein graubraunes Wurzelfeld.

### Präimaginalstadien
Die ersten Stände sind noch nicht beschrieben.

### Ähnliche Arten
Die Falter der Ordensbandarten (Catocala) mit gelben Hinterflügeln und breiter schwarzer Saumbinde, beispielsweise das Gelbe Ordensband (Catocala fulminea), Catocala diversa, Catocala conversa oder Catocala nymphagoga unterscheiden sich durch die hellere Vorderflügeloberseite sowie das gewellte oder abknickende schwarze Mittelband und das gelbe Wurzelfeld auf der Hinterflügeloberseite.

## Verbreitung und Lebensraum
Das Verbreitungsareal von Chrysorithrum flavomaculata erstreckt sich vom Südural durch Asien und das Ussuri- und Amurgebiet bis nach Japan. Die Art kommt in Mischwäldern und Feuchtgebieten vor.

## Lebensweise
Die nachtaktiven, univoltinen Falter sind zwischen Juni und Juli anzutreffen. Sie besuchen künstliche Lichtquellen. Details zur Lebensweise der Art müssen noch erforscht werden.